# Quand les filles se déchaînent
Pour plus de détails, voir Fiche technique et Distribution.
Quand les filles se déchaînent est un film français de Guy Maria tourné en 1972 et sorti en 1974.

## Synopsis
Mauvais coups et passions déchaînées autour d'un spectacle de cascade automobile itinérant.

## Fiche technique
- Titre : Quand les filles se déchaînent
- Réalisation : Guy Maria
- Scénario : Georges Combret
- Photographie : Jacques Ledoux
- Assistant images : Maurice Kaminski
- Montage : Roger Ikhlef
- Cascades : Maurice Bataille
- Producteurs : Paul Laffargue • Georges Combret
- Sociétés de production : Société d'Expansion du Spectacle • Europrodis
- Pays :  France
- Langue originale : français
- Dates de tournage : ?-? 1972
- Lieu de tournage : Vitrolles (Bouches-du-Rhône)
- Format : couleur 35 mm
- Genre : action • érotique
- Durée : 88 minutes
- Interdiction aux moins de 18 ans à sa sortie en salles en France[2].
- Visa de contrôle n°40517
- Sociétés de distribution : 
  -  France : Étoile Distribution (1974)
  -  Canada : Cinépix Film Properties (1976)
- Dates de sortie : 
  -  France : 10 avril 1974
  -  Japon : 23 août 1975
  -  Finlande : 26 mars 1984
- Autres titres connus :
  -  Royaume-Uni : Hot and Naked (Titre International)
  -  États-Unis : Thrill Seekers (Titre vidéo)
  -  Italie : Il caldo e il nudo
  -  Japon : Les déchaînées
  -  Finlande : Kuuma ja alaston
  -  Grèce : Otan ta koritsia xefantonoun

## Distribution
- Bob Asklöf : Karl
- Anne Kerylen : Liliane
- Marie-Georges Pascal : Mylène
- Jean-Michel Dhermay : Jimmy
- Jacqueline Laurent : Camille
- Maurice Bataille : le patron des cascadeurs
- Danielle Didier : la fille blonde de la troupe